# Ostrov (powiat Przybram)
Ostrov – miejscowość i gmina (obec) w Czechach, w kraju środkowoczeskim, w powiecie Przybram. W 2022 roku liczyła 154 mieszkańców.